# 入交太蔵
入交 太蔵（太藏、いりまじり たぞう、1896年（明治29年）8月14日 - 1979年（昭和54年）10月17日）は、大正・昭和期の実業家、政治家。参議院議員、第6代・廿代入交家当主。財団法人板垣会顧問。板垣退助先生顕彰会創立発起人兼顧問。吉田茂の陰の後援者。四国財界の雄と呼ばれた。贈従四位・勲二等瑞宝章。

## 来歴
高知県高知市廿代町39番地で、入交栄治、亀夫妻の長男として生まれる。1914年（大正3年）高知商業学校（現高知市立高知商業高等学校）を卒業し、家業の入交商店の経営に専念した。
共同石炭鉱業社長、高知大丸会長、入交商店（入交産業）社長、高知汽船（入交海運）社長、高知セメント販売社長、四国鉱発取締役社長、入交石油取締役社長、入交商事取締役社長、土佐電気鉄道取締役、高知放送取締役、四国電力監査役、関西経済連合会理事、日本商工会議所理事などを務めた。1937年（昭和12年）5月から1961年（昭和36年）9月まで高知県商工会議所会頭に在任した。
1947年（昭和22年）4月の第1回参議院議員通常選挙に高知県地方区から民主党公認で出馬して当選（補欠、任期3年）し、1950年（昭和25年）6月の第2回通常選挙で再選され、参議院議員を連続2期務めた。この間、自由党総務、第3次吉田内閣・賠償政務次官、同内閣・外資政務次官・北海道開発政務次官などを務めた。1956年（昭和31年）7月の第4回通常選挙に立候補したが、坂本昭との一騎打ちで落選した。
その他、高知県森林組合連合会会長、同県体育協会会長、同県貿易協会会長、国民協会高知県支部長、高知県産業教育振興会理事、同県猟友会会長、大日本猟友会理事を務めた。また高知ロータリー倶楽部会長を務め、国際的ロータリアンとして知られた。
1959年（昭和34年）秋の褒章で商工会議所議員や会頭に就いて産業の発展に貢献したとして藍綬褒章受章、1966年（昭和41年）秋の叙勲で勲二等瑞宝章受章。
1979年（昭和54年）10月17日死去、83歳。死没日をもって従四位に叙される	。

## 親族
- 弟 入交太兵衛（実業家）・入交太三郎（実業家）[2]